# Jüdischer Friedhof (Nieheim)

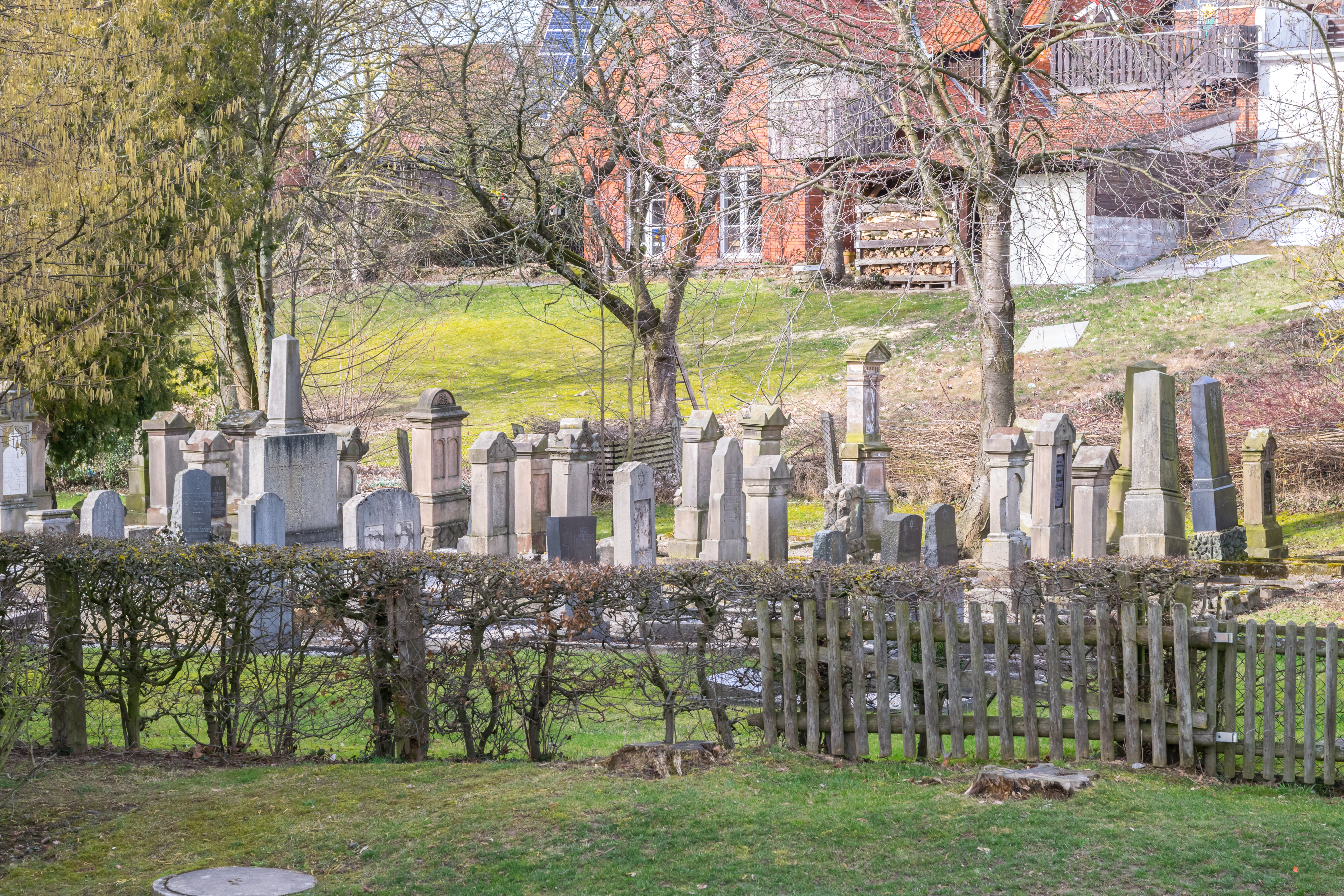
Jüdischer Friedhof Nieheim

Der Jüdische Friedhof Nieheim befindet sich in der Stadt Nieheim im Kreis Höxter in Nordrhein-Westfalen. Als jüdischer Friedhof ist er ein Baudenkmal.
Auf dem Friedhof, der am Sportplatz direkt hinter der Grundschule liegt und über die Richterstraße erreichbar ist, sind 154 Grabsteine erhalten. Der Friedhof wurde von 1844 bis 1942 belegt. Er wurde auch von der Synagogengemeinde in Pömbsen genutzt.